# Пјераника
Пјераника (итал. Pieranica) је насеље у Италији у округу Кремона, региону Ломбардија.
Према процени из 2011. у насељу је живело 1083 становника. Насеље се налази на надморској висини од 90 м.

## Становништво
Према резултатима пописа становништва 2011. у општини је живело 1.152 становника.
| 1931. | 1936. | 1951. | 1961. | 1971. | 1981. | 1991. | 2001. | 2011. |
| ----- | ----- | ----- | ----- | ----- | ----- | ----- | ----- | ----- |
| 666   | 640   | 669   | 597   | 595   | 709   | 859   | 900   | 1.152 |